# Pasaż Mikolascha

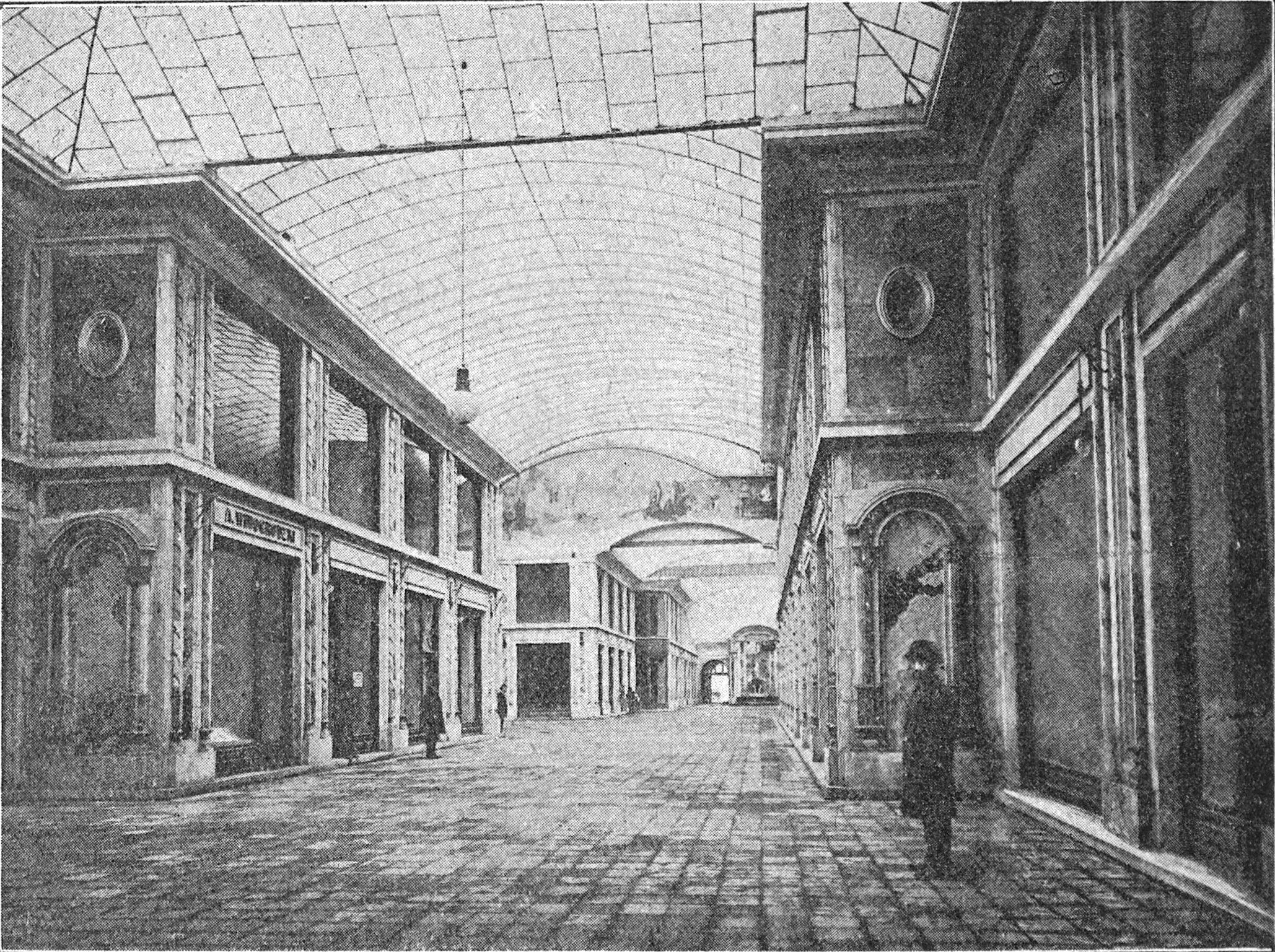
Wnętrze w 1901

Pasaż Mikolascha – pasaż handlowy we Lwowie, działający w latach 1900–1941.
Został zaprojektowany przez Alfreda Zachariewicza i Jana Lewińskiego, a wybudowany w latach 1898–1900 przez firmę budowlaną Jana Lewińskiego. Przy budowie współdziała fabryka maszyn i wagonów z Sanoka.
Pasaż Mikolascha miał długość 120 metrów, przykryty był ażurowym, przeszklonym dachem o rozpiętości 18 metrów. W zimie pasaż był ogrzewany. Posiadał licznie zdobione wnętrze i witraże w stylu secesyjnym. Posiadał dwa wejścia: od ulicy Kopernika, oraz od ulicy Sienkiewicza. Przy pierwszym wejściu znajdowała się apteka „Pod Złotą Gwiazdą” Piotra Mikolascha, dawne miejsce pracy Ignacego Łukasiewicza i Jana Zeha. 
W galerii znajdowała się restauracja i kawiarnia „Kryształowy Pałac”, biuro „Universal Pictures Corporation”, przedstawicielstwo „Citroena” i dwa kina, oraz zakłady wielu jubilerów, złotników, fryzjerów i fotografów.
Pasaż Mikolascha został zniszczony podczas bombardowania 22 czerwca 1941. Lwowska pracownia architektoniczna Kreatyw od 2017 roku pracuje nad planem odbudowy Pasażu Mikolascha.